# Ruth Porta
Ruth Porta Cantoni (Palma de Mallorca, 22 de abril de 1957-2 de mayo de 2023) fue una política española e interventora de la administración local, concejala del Ayuntamiento de Madrid, diputada de la Asamblea de Madrid y senadora designada en las Cortes Generales. Miembro del Partido Socialista Obrero Español de la Comunidad de Madrid, en 2013 se reincorporó a su puesto de trabajo como interventora en el Ayuntamiento de Villaviciosa de Odón.

## Biografía
Su padre fue el médico balear Ramón Porta, republicano militante y antifranquista, y su abuelo el cardiólogo Ramón Porta Bauzá. Su madre, Ruth Cantoni, fue una acaudalada peronista argentina.
Estudió en la Facultad de Derecho de la Universidad Complutense de Madrid.

### Trayectoria profesional
Fue interventora de Administración Local (Funcionaria de Habilitación Nacional, categoría 1ª, Subgrupo Intervención Tesorería).
De 1981 a 1983, trabajó como técnica en el Ayuntamiento de Leganés y, a partir de 1983 y hasta 1995, como interventora en varios ayuntamientos: Fuenlabrada (1983-1989) Humanes de Madrid (1989-1990) Villaviciosa de Odón (1990-1995). De 1995 estuvo en situación de servicios especiales hasta 2013 año en el que se reincorporó a su puesto en Villaviciosa de Odón.

### Trayectoria institucional y política
Ingresó en el PSOE en 1977. En 1982, formó parte de las personas próximas al vicepresidente del gobierno español Alfonso Guerra hasta que se enfrentó con Felipe González. Porta se inclinó entonces por éste, el llamado "clan de Chamartín" y por Joaquín Leguina situándose en las filas de los "renovadores".
De 1995 a 2003, fue concejala del Ayuntamiento de Madrid.
En julio de 2000, en el XXXV Congreso del PSOE que dio la victoria a José Luis Rodríguez Zapatero, Porta apoyó al candidato de José Bono.
En noviembre de 2000 emergió Rafael Simancas, considerado próximo a Alfonso Guerra y se situó a su lado. En el IX Congreso de la Federación Socialista Madrileña, reclutó a un grupo de históricos renovadores que apoyaron al líder guerrista.
En 2000 logró que el Tribunal de Cuentas investigara las cuentas del exalcalde José María Álvarez del Manzano por pagar a través de su cuenta restringida gastos personales como viajes, donativos o una costurera.
En 2003 fue elegida diputada regional en la Comunidad de Madrid y hasta 2007 fue portavoz adjunta en la Asamblea desde donde denunció los casos de corrupción urbanística del PP. Su ofensiva concluyó con la dimisión del ex director general de Urbanismo, Enrique Porto, tras conocerse su implicación en una trama urbanística. El PP respondió negando las acusaciones y cuestionando las operaciones inmobiliarias del marido de Porta, Enrique Benedito.
También fue la encargada de diseñar la estrategia socialista en la comisión de investigación del Tamayazo, el episodio protagonizado por dos diputados socialistas de la corriente Renovadores por la base – Eduardo Tamayo y María Teresa Sáez – que impidieron en 2003 la creación de un gobierno de izquierdas en la Comunidad de Madrid al ausentarse premeditadamente de la sesión en la que Rafael Simancas iba a ser investido presidente regional.
De 2007 a 2011 fue senadora por designación de la Asamblea de Madrid en la VIII y la IX Legislaturas y miembro de la Diputación permanente.
En 2011, en el proceso de primarias del PSM entre Trinidad Jiménez y Tomás Gómez Franco, Porta apoyó a Jiménez.
En 2011 fue la número dos de la lista por el PSOE que encabezó Jaime Lissavetzky para el Ayuntamiento de Madrid regresó como concejala en la oposición ocupando la portavocía socialista de Medio Ambiente y Movilidad.
En febrero de 2013, dejó la dedicación exclusiva como concejala para incorporarse a la plaza de interventora en el Ayuntamiento de Villaviciosa de Odón, de la que era titular en excedencia en 1995.
En marzo de 2015, anunció que abandonaba la política.

## Muerte
Ruth Porta falleció el 2 de mayo de 2023, a los 66 años.